# Il castello di Kenilworth
Il castello di Kenilworth (o Elisabetta al castello di Kenilworth) es un melodramma serio u opera trágica en tres actos con música de Gaetano Donizetti.  Andrea Leone Tottola escribió el libreto en italiano basado en la obra de Victor Hugo Amy Robsart (1828) y la de Eugene Scribe Leicester, a su vez basada en la novela de Scott Kenilworth (1821). Daniel Auber compuso otra ópera sobre el mismo tema, Leicester, ou Le chateau de Kenilworth (1823).
Esta ópera representa la primera incursión de Donizetti en un aspecto de la historia inglesa y especialmente con el personaje de Isabel I, cuya vida tuvo que explorar aún más en sus óperas Roberto Devereux y Maria Stuarda. 
Se estrenó el 6 de julio de 1829 en el Teatro de San Carlos, Nápoles. 

## Personajes
| Personaje                                                                           | Tesitura     | Reparto del estreno, 6 de julio de 1829 (Director: Nicola Festa) |
| ----------------------------------------------------------------------------------- | ------------ | ---------------------------------------------------------------- |
| Elisabetta, reina de Inglaterra                                                     | soprano      | Adelaide Tosi                                                    |
| Roberto Dudley, conde de Leicester                                                  | tenor        | Giovanni David                                                   |
| Amelia Robsart, su consorte secreto                                                 | soprano      | Luigia Boccabadati                                               |
| Warney                                                                              | barítono     | Berardo Winter                                                   |
| Lambourne                                                                           | bajo         | Gennaro Ambrosini                                                |
| Fanny                                                                               | mezzosoprano | Virginia Eden                                                    |
| Caballeros de la reina, criados domésticos de Leicester, guardias, soldados, pueblo |              |                                                                  |